# Susan Dunklee
Susan Krista Dunklee (Newport, 13 de febrero de 1986) es una deportista estadounidense que compite en biatlón.
Ganó dos medallas de plata en el Campeonato Mundial de Biatlón, en los años 2017 y 2020, y una medalla de bronce en el Campeonato Europeo de Biatlón de 2018.

## Palmarés internacional
| Campeonato Mundial | Campeonato Mundial   | Campeonato Mundial | Campeonato Mundial      |
| Año                | Lugar                | Medalla            | Prueba                  |
| ------------------ | -------------------- | ------------------ | ----------------------- |
| 2017               | Hochfilzen (Austria) | Medalla de plata   | Salida en grupo         |
| 2020               | Anterselva (Italia)  | Medalla de plata   | Velocidad               |
| Campeonato Europeo |                      |                    |                         |
| Año                | Lugar                | Medalla            | Prueba                  |
| 2018               | Val Ridanna (Italia) | Medalla de bronce  | Relevo mixto individual |